# غريغ هال (سياسي)
غريغ هال (بالإنجليزية: Greg Hall)‏ هو سياسي أسترالي، ولد في 19 أبريل 1948 في لاونسستون في أستراليا. انتخب عضو المجلس التشريعي التاسماني ‏ عن دائرة Electoral division of McIntyre ‏ (5 أغسطس 2017 – 5 مايو 2018) وانتخب عضو المجلس التشريعي التاسماني ‏ عن دائرة Electoral division of Western Tiers ‏ (10 مايو 2008 – 5 أغسطس 2017) وانتخب عضو المجلس التشريعي التاسماني ‏ عن دائرة Electoral division of Rowallan ‏ (5 مايو 2001 – 10 مايو 2008).